# Aeropuerto Internacional James Armstrong Richardson
El Aeropuerto Internacional Winnipeg James Armstrong Richardson (comúnmente conocido como Aeropuerto Internacional de Winnipeg o simplemente Aeropuerto de Winnipeg)  (del inglés: Winnipeg James Armstrong Richardson International Airport) (IATA: YWG, OACI: CYWG, FAA LID: YWG) es un aeropuerto internacional ubicado en Winnipeg, Manitoba, Canadá. Es el séptimo aeropuerto más ocupado en Canadá por tráfico de pasajeros, atendiendo a 4,484,343 pasajeros en 2018, y el undécimo aeropuerto más ocupado por movimientos de aeronaves. Es un centro para las aerolíneas de pasajeros Calm Air, Perimeter Aviation, Flair Airlines y la aerolínea de carga Cargojet Airways. También es una ciudad foco para WestJet. El aeropuerto está ubicado junto a la Base Winnipeg de las Fuerzas Canadienses.
Un importante centro de transporte para la provincia de Manitoba, el Aeropuerto Internacional de Winnipeg es el único aeropuerto internacional comercial dentro de la provincia, ya que los otros aeropuertos de entrada solo sirven a vuelos nacionales y a la aviación general. El aeropuerto es operado por la Winnipeg Airport Authority como parte del Sistema de Aeropuertos Nacionales de Transport Canada y es uno de los ocho aeropuertos canadienses que cuenta con instalaciones de autorización predespacho de aduana de Estados Unidos.
La ubicación geográfica relativamente aislada de Winnipeg en relación con otros centros de población importantes hace del Aeropuerto Internacional de Winnipeg el aeropuerto principal para un área muy grande. Como tal, se utiliza como puerta de entrada no solo a todo Manitoba, sino a grandes partes de las provincias y territorios vecinos (Saskatchewan, Nunavut, etc.). Los vuelos diarios sin escalas son operados desde el Aeropuerto Internacional de Winnipeg a destinos en todo Canadá, así como a Estados Unidos, México y el Caribe, junto con vuelos de temporada de verano al Reino Unido. Además, desde el aeropuerto también se realizan vuelos regulares a numerosas pequeñas comunidades remotas en las regiones del norte de Canadá, específicamente el norte de Manitoba, el noroeste de Ontario y Nunavut.

## Información
Se ubica en el extremo oeste de la Avenida Wellington y es llamado así en honor a James Armstrong Richardson (padre), figura reconocida en el mundo de los negocios y la aviación canadiense.
Actualmente el aeropuerto cuenta con una moderna terminal inaugurada en octubre del 2011, con una inversión de $.585 millones, su diseño fue inspirado por el paisaje distintivo de la ciudad y las praderas de la provincia. Es el primer terminal en Canadá en contar con la certificación LEED, se construyó en dos fases que comenzaron en el 2007 y terminaron en 2011.
Desde 1937 hasta 1949, el aeropuerto alojó las oficinas y las bases de mantenimiento de Air Canada. Es el único aeropuerto internacional que se puede encontrar entre las ciudades de Toronto y Calgary.

## Aerolíneas y destinos

### Pasajeros

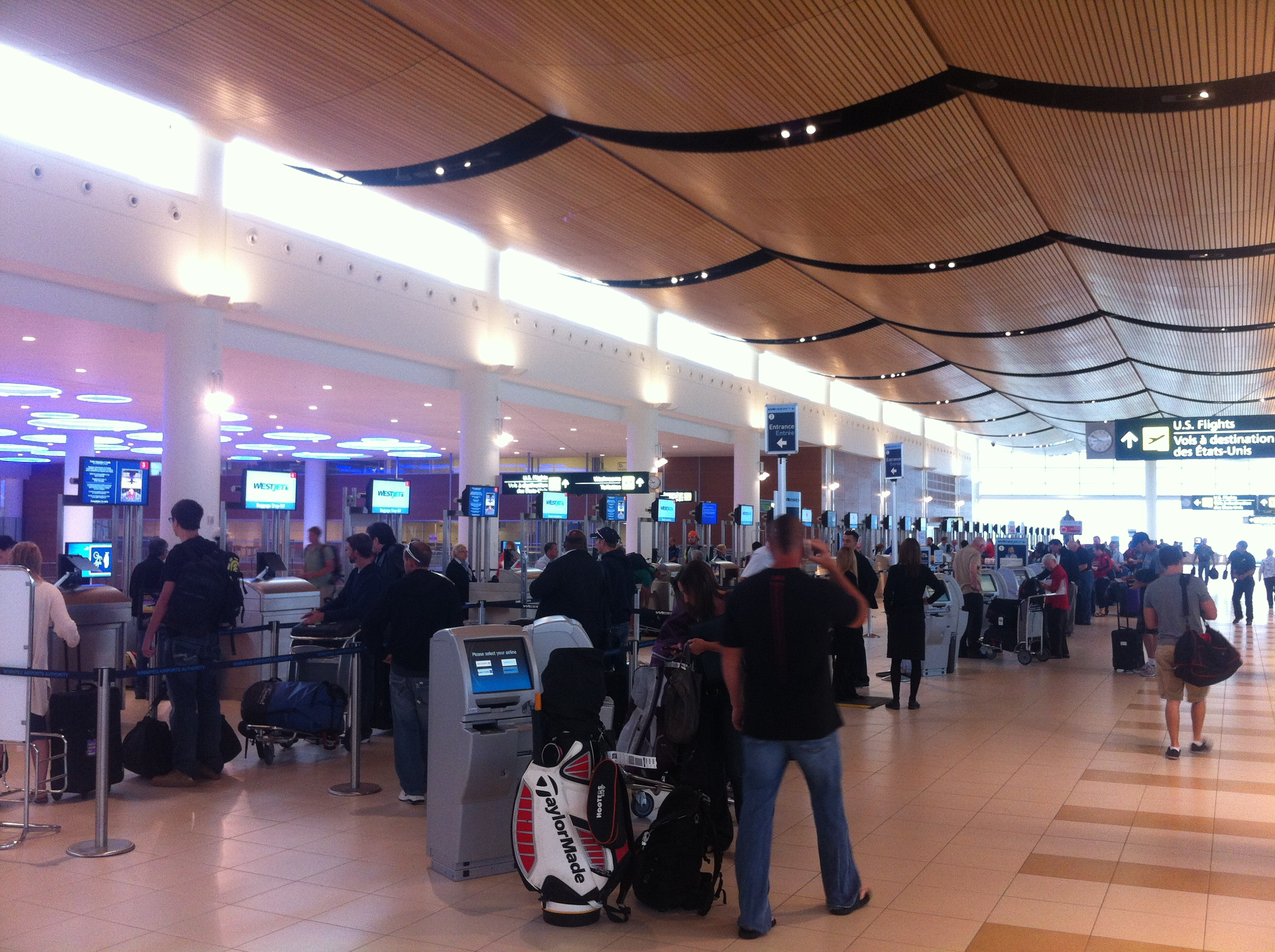
Mostradores de documentación del aeropuerto.

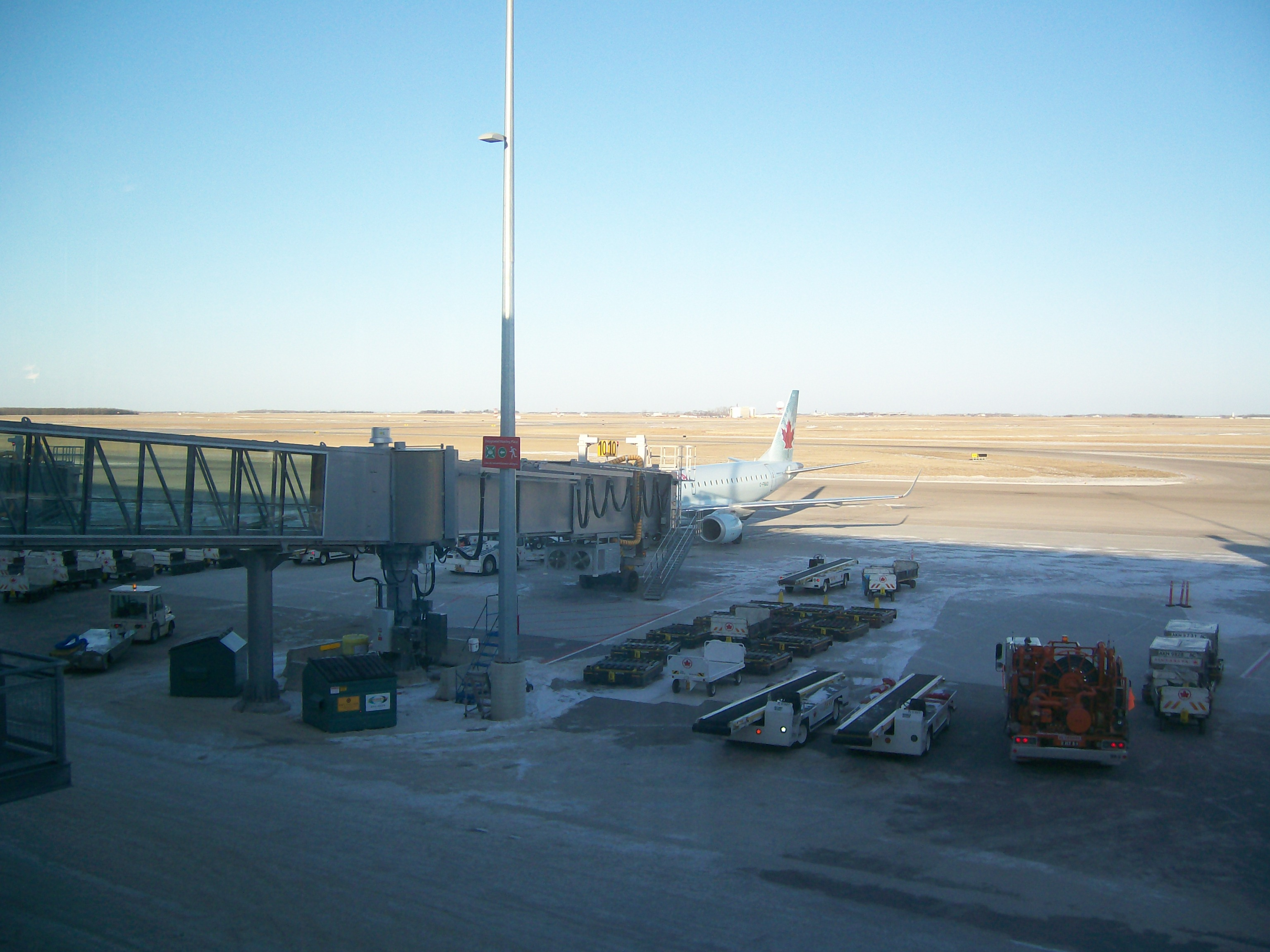
Embraer E190 de Air Canada en la puerta.

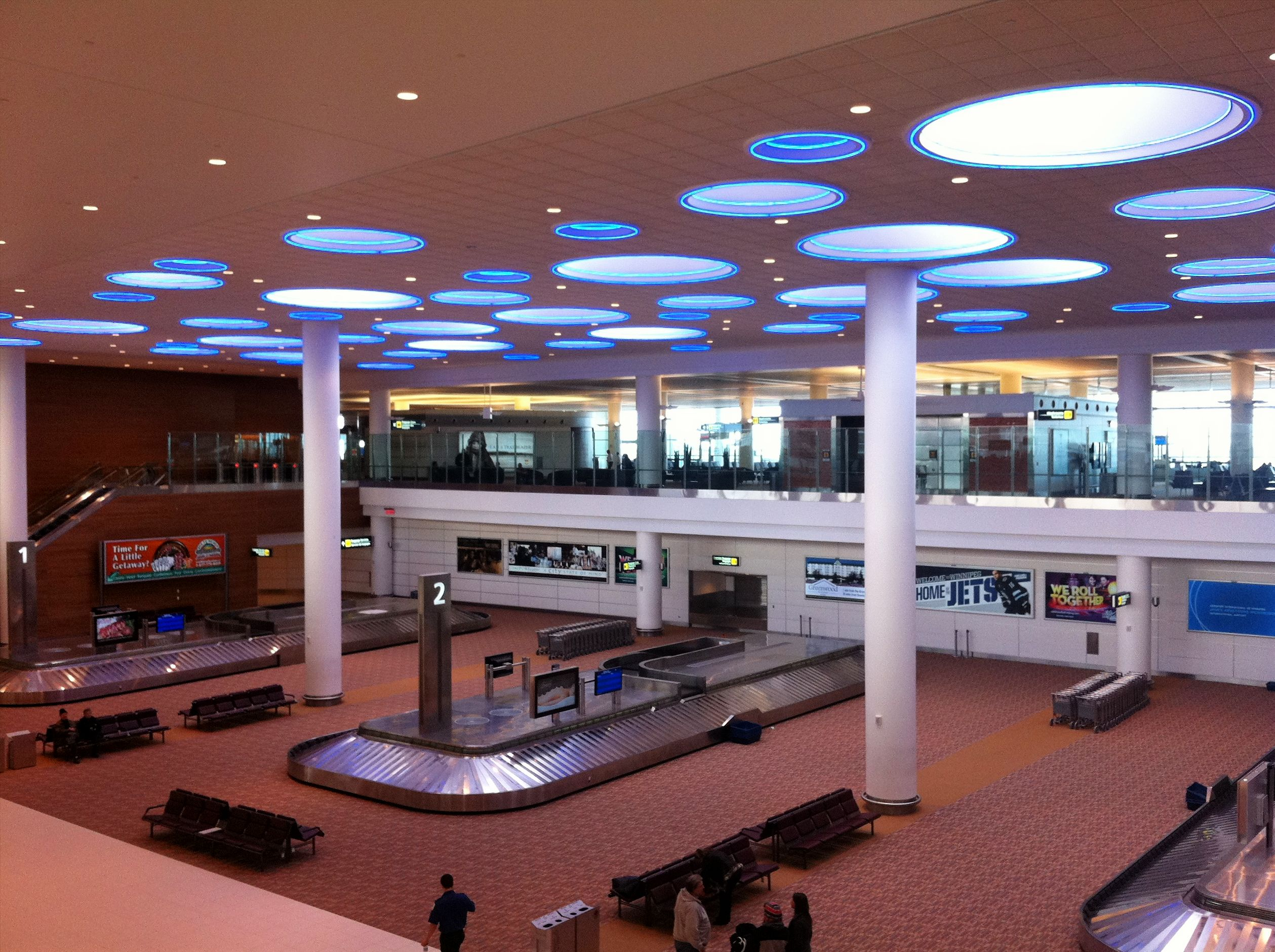
Bandas de reclamo de equipaje del aeropuerto.

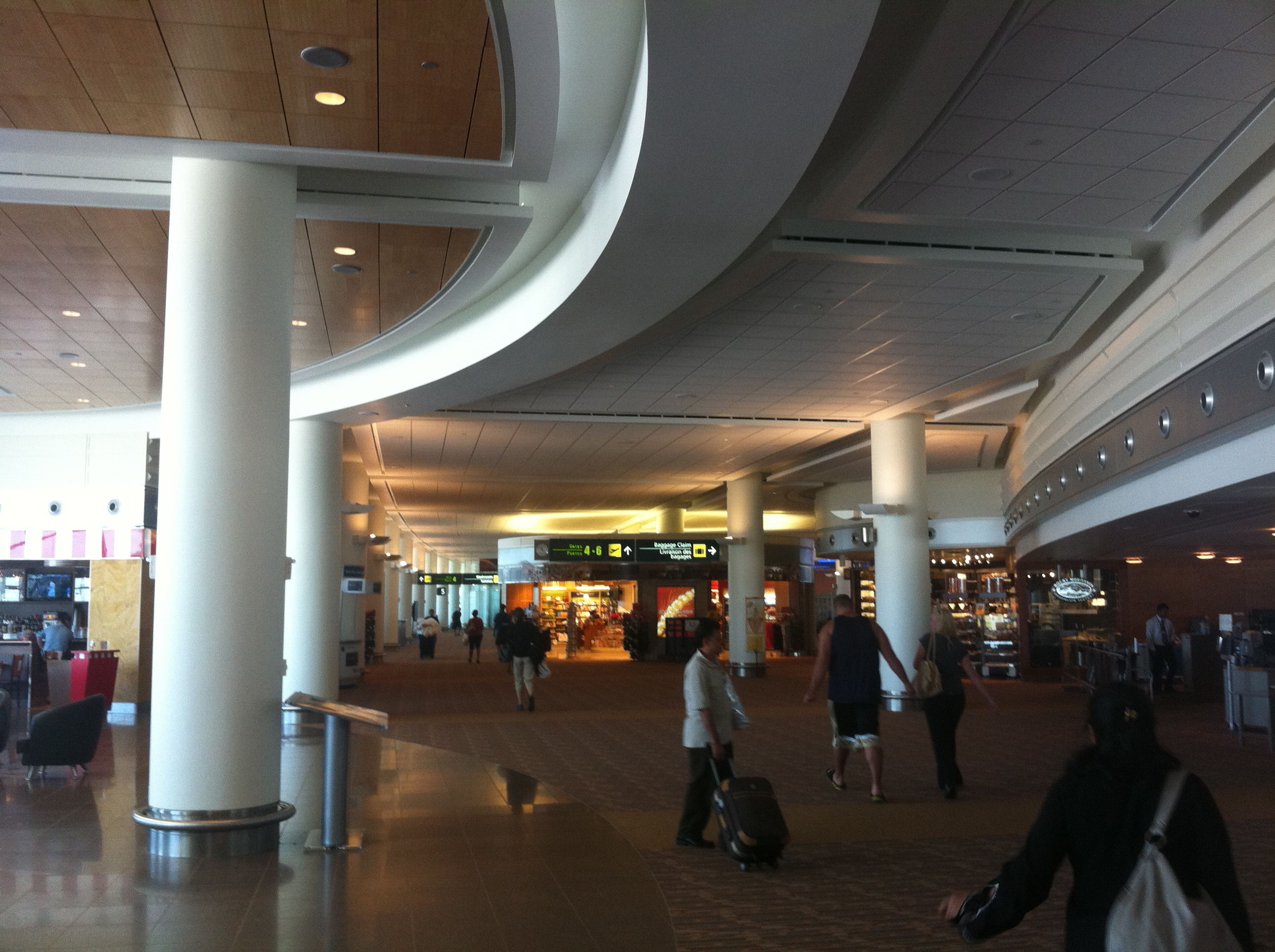
Área de la puerta de embarque nacional/internacional en la terminal principal.

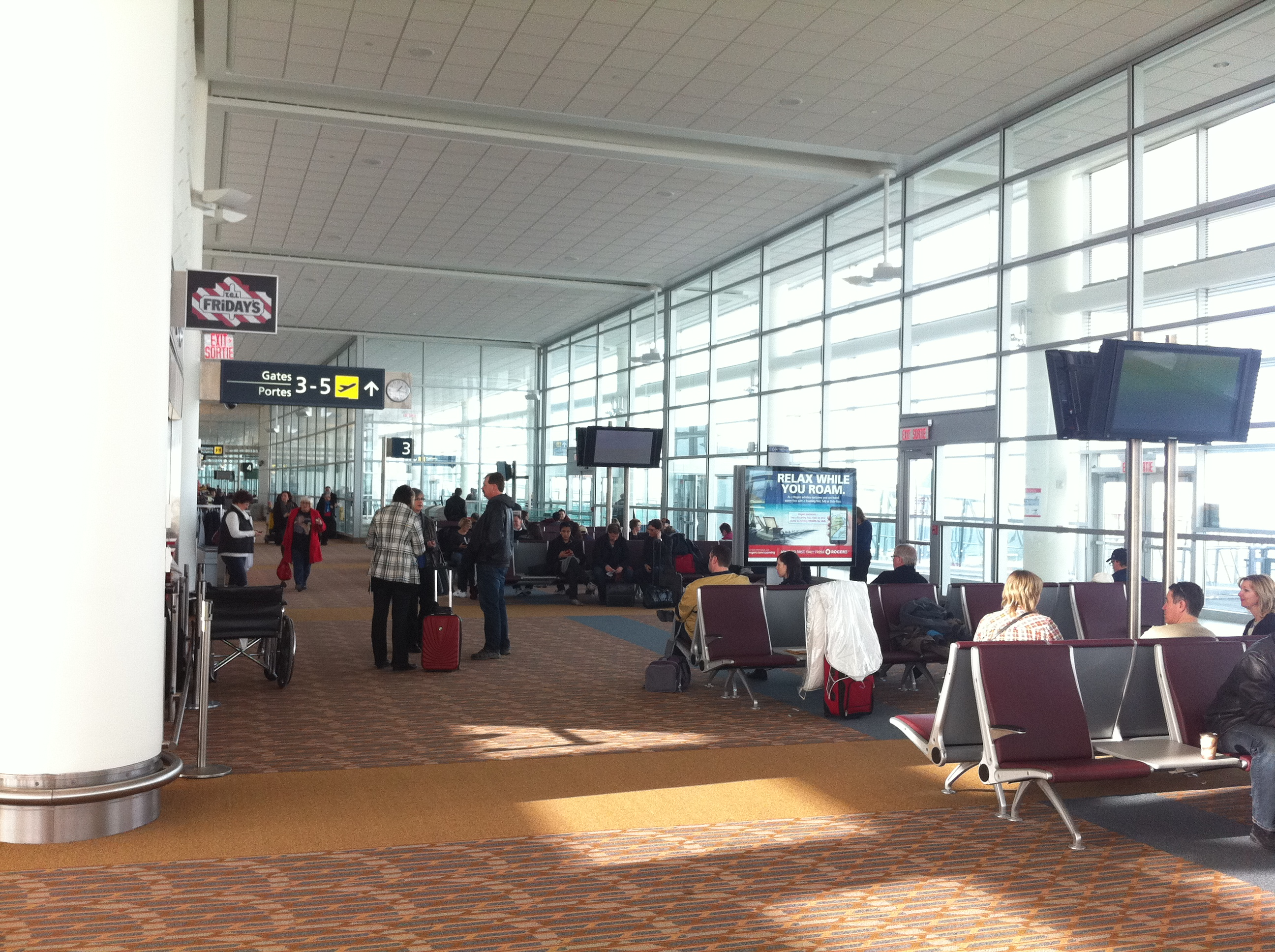
Puertas de salida de EUA en la terminal principal.

| Aerolíneas         | Destinos |
| ------------------ | --- |
| Air Canada         | Montreal–Trudeau, Toronto–Pearson, Vancouver Estacional: Cancún |
| Air Canada Express | Calgary, Ottawa, Vancouver |
| Bearskin Airlines  | Red Lake, Sioux Lookout |
| Calm Air           | Churchill, Flin Flon, Gillam, Rankin Inlet, Sanikiluaq, The Pas, Thompson |
| Delta Connection   | Mineápolis/St. Paul |
| Flair Airlines     | Toronto–Pearson, Vancouver Estacional: Calgary, Edmonton |
| Perimeter Aviation | Cross Lake, Deer Lake, Garden Hill, Gods Lake Narrows, Gods River, Lac Brochet, North Spirit Lake, Norway House, Oxford House, Pikangikum, Red Sucker Lake, Sachigo Lake, St. Theresa Point, Sandy Lake, Shamattawa, Sioux Lookout, Thompson, York Landing                                                                            |
| Porter Airlines    | Ottawa, Toronto–Pearson |
| United Express     | Chicago–O'Hare, Denver |
| WestJet            | Atlanta, Calgary, Edmonton, Ottawa, Toronto–Pearson, Vancouver Estacional: Cancún, Fort Lauderdale, Halifax, Huatulco, Kelowna, Las Vegas, Liberia (CR) (inicia el 19 de diciembre de 2025), Los Ángeles, Montego Bay, Nashville, Orlando, Palm Springs, Phoenix, Puerto Vallarta, San José del Cabo, San Juan de Terranova, Victoria |
| WestJet Encore     | Regina, Saskatoon, Thunder Bay |

### Carga
| Aerolíneas       | Destinos |
| ---------------- | --- |
| Cargojet Airways | Calgary, Cincinnati, Edmonton, Hamilton, Iqaluit, Montreal–Mirabel, Regina, Saskatoon, Thunder Bay, Vancouver |
| DHL Aviation     | Cincinnati, Milwaukee                                                                                         |
| FedEx Express    | Calgary, Edmonton, Indianápolis, Memphis, Thunder Bay, Toronto–Pearson, Vancouver                             |
| FedEx Feeder     | Fargo |
| SkyLink Express  | Regina, Saskatoon                                                                                             |
| UPS Airlines     | Fargo, Louisville, Mineápolis/St. Paul                                                                        |

### Destinos nacionales
Se brinda servicio a 38 ciudades dentro del país a cargo de 10 aerolíneas.
| Destinos nacionales del Aeropuerto de Winnipeg YWG YYC YYQ YCR YVZ YEG YFO YIV YGX YGO ZGI YHZ YLW XLB YUL YNO YNE YOW YOH YPM YRT YRL YRS YQR ZPB YST YYT ZSJ YSK YXE ZTM YXL YQD YTH YQT YYZ YVR YYJ ZAC | Destinos nacionales del Aeropuerto de Winnipeg YWG YYC YYQ YCR YVZ YEG YFO YIV YGX YGO ZGI YHZ YLW XLB YUL YNO YNE YOW YOH YPM YRT YRL YRS YQR ZPB YST YYT ZSJ YSK YXE ZTM YXL YQD YTH YQT YYZ YVR YYJ ZAC | Destinos nacionales del Aeropuerto de Winnipeg YWG YYC YYQ YCR YVZ YEG YFO YIV YGX YGO ZGI YHZ YLW XLB YUL YNO YNE YOW YOH YPM YRT YRL YRS YQR ZPB YST YYT ZSJ YSK YXE ZTM YXL YQD YTH YQT YYZ YVR YYJ ZAC | Destinos nacionales del Aeropuerto de Winnipeg YWG YYC YYQ YCR YVZ YEG YFO YIV YGX YGO ZGI YHZ YLW XLB YUL YNO YNE YOW YOH YPM YRT YRL YRS YQR ZPB YST YYT ZSJ YSK YXE ZTM YXL YQD YTH YQT YYZ YVR YYJ ZAC | Destinos nacionales del Aeropuerto de Winnipeg YWG YYC YYQ YCR YVZ YEG YFO YIV YGX YGO ZGI YHZ YLW XLB YUL YNO YNE YOW YOH YPM YRT YRL YRS YQR ZPB YST YYT ZSJ YSK YXE ZTM YXL YQD YTH YQT YYZ YVR YYJ ZAC | Destinos nacionales del Aeropuerto de Winnipeg YWG YYC YYQ YCR YVZ YEG YFO YIV YGX YGO ZGI YHZ YLW XLB YUL YNO YNE YOW YOH YPM YRT YRL YRS YQR ZPB YST YYT ZSJ YSK YXE ZTM YXL YQD YTH YQT YYZ YVR YYJ ZAC | Destinos nacionales del Aeropuerto de Winnipeg YWG YYC YYQ YCR YVZ YEG YFO YIV YGX YGO ZGI YHZ YLW XLB YUL YNO YNE YOW YOH YPM YRT YRL YRS YQR ZPB YST YYT ZSJ YSK YXE ZTM YXL YQD YTH YQT YYZ YVR YYJ ZAC | Destinos nacionales del Aeropuerto de Winnipeg YWG YYC YYQ YCR YVZ YEG YFO YIV YGX YGO ZGI YHZ YLW XLB YUL YNO YNE YOW YOH YPM YRT YRL YRS YQR ZPB YST YYT ZSJ YSK YXE ZTM YXL YQD YTH YQT YYZ YVR YYJ ZAC | Destinos nacionales del Aeropuerto de Winnipeg YWG YYC YYQ YCR YVZ YEG YFO YIV YGX YGO ZGI YHZ YLW XLB YUL YNO YNE YOW YOH YPM YRT YRL YRS YQR ZPB YST YYT ZSJ YSK YXE ZTM YXL YQD YTH YQT YYZ YVR YYJ ZAC |
| Destinos | Perimeter Aviation | WestJet | Calm Air | Air Canada | Flair Airlines | Otra | # | |
| --- | --- | --- | --- | --- | --- | --- | --- | --- |
| Calgary (YYC) | | • | | • | • | | 3 | |
| Churchill (YYQ) | | | • | | | | 1 | |
| Cross Lake (YCR) | • | | | | | | 1 | |
| Deer Lake (YVZ) | • | | | | | | 1 | |
| Edmonton (YEG) | | • | | | • | | 2 | |
| Flin Flon (YFO) | | | • | | | | 1 | |
| Garden Hill (YIV) | • | | | | | | 1 | |
| Gillam (YGX) | | | • | | | | 1 | |
| Gods Lake Narrows (YGO) | • | | | | | | 1 | |
| Gods River (ZGI) | • | | | | | | 1 | |
| Halifax (YHZ) | | • | | | | | 1 | |
| Kelowna (YLW) | | • | | | | | 1 | |
| Lac Brochet (XLB) | • | | | | | | 1 | |
| Montreal (YUL) | | | | • | | | 1 | |
| North Spirit Lake (YNO) | • | | | | | | 1 | |
| Norway House (YNE) | • | | | | | | 1 | |
| Ottawa (YOW) | | • | | • | | Porter Airlines | 3 | |
| Oxford House (YOH) | • | | | | | | 1 | |
| Pikangikum (YPM) | • | | | | | | 1 | |
| Rankin Inlet (YRT) | | | • | | | | 1 | |
| Red Lake (YRL) | | | | | | Bearskin Airlines | 1 | |
| Red Sucker Lake (YRS) | • | | | | | | 1 | |
| Regina (YQR) | | • | | | | | 1 | |
| Sachigo Lake (ZPB) | • | | | | | | 1 | |
| Saint Theresa Point (YST) | • | | | | | | 1 | |
| Sandy Lake (ZSJ) | • | | | | | | 1 | |
| Sanikiluaq (YSK) | | | • | | | | 1 | |
| San Juan de Terranova (YYT) | | • | | | | | 1 | |
| Saskatoon (YXE) | | • | | | | | 1 | |
| Shamattawa (ZTM) | • | | | | | | 1 | |
| Sioux Lookout (YXL) | • | | | | | Bearskin Airlines | 2 | |
| The Pas (YQD) | | | • | | | | 1 | |
| Thompson (YTH) | • | | • | | | | 2 | |
| Thunder Bay (YQT) | | • | | | | | 1 | |
| Toronto (YYZ) | | • | | • | • | Porter Airlines | 4 | |
| Vancouver (YVR) | | • | | • | • | | 3 | |
| Victoria (YYJ) | | • | | | | | 1 | |
| York Landing (ZAC) | • | | | | | | 1 | |
| Total | 18 | 12 | 7 | 5 | 4 | 4 | 38 | |

### Destinos internacionales
Se ofrece servicio a 17 destinos internacionales (13 estacionales), a cargo de 4 aerolíneas.
| Ciudades por países                                          | Nombre del aeropuerto                                 | Aerolíneas                                               |              |              |              |
| Norteamérica                                                 | Norteamérica                                          | Norteamérica                                             | Norteamérica | Norteamérica | Norteamérica |
| ------------------------------------------------------------ | ----------------------------------------------------- | -------------------------------------------------------- | ------------ | ------------ | ------------ |
| Estados Unidos 11 destinos [7 estacionales], 3 aerolíneas)   |                                                       |                                                          |              |              |              |
| Atlanta                                                      | Aeropuerto Internacional Hartsfield-Jackson           | WestJet                                                  |              |              |              |
| Chicago                                                      | Aeropuerto Internacional O'Hare                       | United Express                                           |              |              |              |
| Denver                                                       | Aeropuerto Internacional de Denver                    | United Express                                           |              |              |              |
| Fort Lauderdale                                              | Aeropuerto Internacional de Fort Lauderdale-Hollywood | WestJet (Estacional)                                     |              |              |              |
| Las Vegas                                                    | Aeropuerto Internacional Harry Reid                   | WestJet (Estacional)                                     |              |              |              |
| Los Ángeles                                                  | Aeropuerto Internacional de Los Ángeles               | WestJet (Estacional)                                     |              |              |              |
| Mineápolis                                                   | Aeropuerto Internacional de Mineápolis-Saint Paul     | Delta Connection                                         |              |              |              |
| Nashville                                                    | Aeropuerto Internacional de Nashville                 | WestJet (Estacional)                                     |              |              |              |
| Orlando                                                      | Aeropuerto Internacional de Orlando                   | WestJet (Estacional)                                     |              |              |              |
| Palm Springs                                                 | Aeropuerto Internacional de Palm Springs              | WestJet (Estacional)                                     |              |              |              |
| Phoenix                                                      | Aeropuerto Internacional de Phoenix-Sky Harbor        | WestJet (Estacional)                                     |              |              |              |
| México (4 destinos [estacionales], 2 aerolíneas)             |                                                       |                                                          |              |              |              |
| Cancún                                                       | Aeropuerto Internacional de Cancún                    | Air Canada (Estacional) / WestJet (Estacional)           |              |              |              |
| Huatulco                                                     | Aeropuerto Internacional de Bahías de Huatulco        | WestJet (Estacional)                                     |              |              |              |
| Puerto Vallarta                                              | Aeropuerto Internacional de Puerto Vallarta           | WestJet (Estacional)                                     |              |              |              |
| San José del Cabo                                            | Aeropuerto Internacional de Los Cabos                 | WestJet (Estacional)                                     |              |              |              |
| Centroamérica y El Caribe                                    |                                                       |                                                          |              |              |              |
| Costa Rica                                                   |                                                       |                                                          |              |              |              |
| Liberia                                                      | Aeropuerto de Guanacaste                              | WestJet (Estacional) (inicia el 19 de diciembre de 2025) |              |              |              |
| Jamaica (1 destino [estacional], 1 aerolínea)                |                                                       |                                                          |              |              |              |
| Montego Bay                                                  | Aeropuerto Internacional Sir Donald Sangster          | WestJet (Estacional)                                     |              |              |              |
| Total: 17 destinos (13 estacionales), 4 países, 4 aerolíneas |                                                       |                                                          |              |              |              |

## Estadísticas

### Tráfico anual
| Año  | Pasajeros | % Cambio    |
| ---- | --------- | ----------- |
| 2010 | 3,369,974 | Sin cambios |
| 2011 | 3,389,237 | 0.6%        |
| 2012 | 3,538,175 | 4.4%        |
| 2013 | 3,484,252 | 1.5%        |
| 2014 | 3,669,797 | 5.3%        |
| 2015 | 3,778,035 | 2.9%        |
| 2016 | 4,015,200 | 6.9%        |
| 2017 | 4,305,744 | 7.2%        |
| 2018 | 4,484,343 | 4.5%        |
| 2019 | 4,484,249 | 0.0%        |
| 2020 | 1,299,225 | 71.1%       |
| 2021 | 1,223,054 | 5.9%        |
| 2022 | 3,031,113 | 147.8%      |
| 2023 | 4,094,793 | 35.1%       |
| 2024 | 4,297,478 | 4.9%        |

## Aeropuertos cercanos
Los aeropuertos más cercanos son:
- Aeropuerto de Brandon (194km)
- Aeropuerto de Kenora (207km)
- Aeropuerto Internacional de Grand Forks (217km)
- Aeropuerto Regional de Thief River Falls (219km)
- Aeropuerto Regional de Devils Lake (234km)